# Б
Б (onderkast: б) is een letter van het cyrillische alfabet die als /b/ wordt uitgesproken. In het Russisch, Bulgaars en Oekraïens wordt hij geromaniseerd door de Latijnse letter B.

## Weergave

### Unicode
De Б en б zijn in 1993 toegevoegd aan de Unicode 1.0 karakterset.
In Unicode vindt men Б onder het codepunt U+0411 (hex) en б onder U+0431.

### HTML
In HTML kan men voor Б de code &Bcy; gebruiken, en voor б &bcy;.